# Malakoff Kowalski

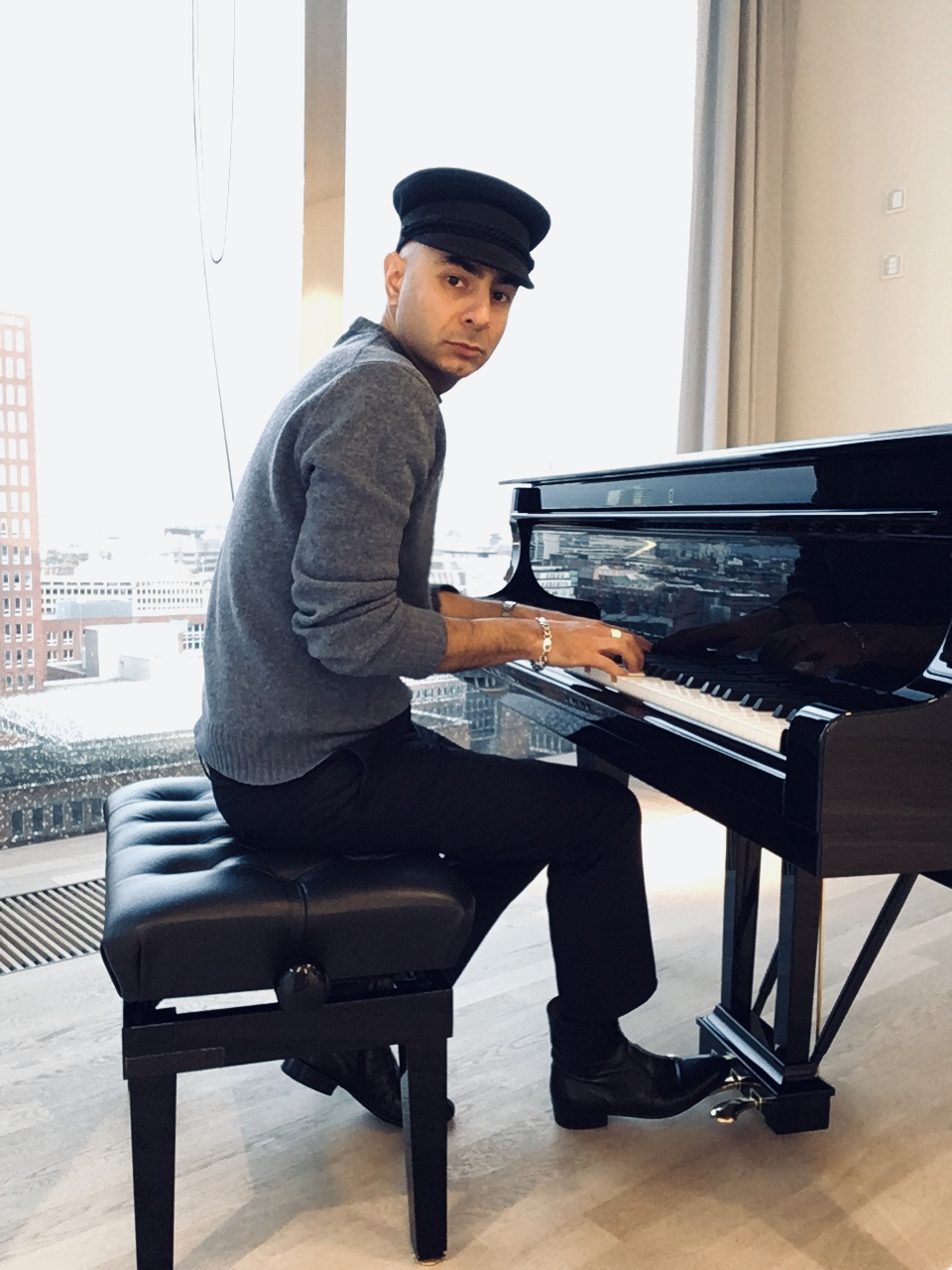
Malakoff Kowalski in Hamburg (2021)

Malakoff Kowalski (* 21. Juni 1979 in Boston als Aram Pirmoradi) ist ein deutsch-amerikanisch-persischer Musiker und Komponist.

## Leben
Kowalski wurde in den Vereinigten Staaten als Sohn iranischer Eltern geboren. Seine Mutter ist die Pianistin Annie Pirmoradi. Die Familie zog 1979 nach Hamburg, wo Kowalski aufwuchs. Als Pseudonym wählte er zunächst nur den Nachnamen Kowalski. Den Vornamen Malakoff fügte er hinzu, um nicht mit Oliver Kowalski von der Band Moonbootica verwechselt zu werden.
Malakoff Kowalski lebt seit 2007 in Berlin.

## Wirken
Im Jahr 2004 gründete Kowalski mit Florian Pfeifle das Duo Jansen & Kowalski, das sich 2006 nach dem Debütalbum „Action“ wieder auflöste (Universal Music/EMI Publ.) und das Kowalski kurz darauf als „Mahnmal für ein verpfuschtes Schaffen“ bezeichnete.
2006 begann Kowalski in Hamburg mit der Produktion seines ersten Solo-Albums Neue Deutsche Reiselieder, das er in Berlin fertigstellte (Veröffentlichung am 28. August 2009). Die erste Single Andere Leute wurde unter anderem von Deichkind geremixt. Das Musikvideo zu Andere Leute stammt von dem deutschen Filmregisseur Klaus Lemke und wurde bei den Internationalen Kurzfilmtagen Oberhausen für das „Beste Musikvideo 2010“ nominiert. Es wurde außerdem vom Musikmagazin Spex als Video des Monats (November/Dezember 2009) ausgezeichnet. Mit dem deutschen Elektro-Pop-Duo 2raumwohnung fand 2010 eine gemeinsame dreiwöchige Konzert-Tournee durch Deutschland, Österreich und die Schweiz statt.
Kowalski wirkte auf Studioalben der Elektroband Moonbootica als Gastmusiker mit und ist seit 2008 auch bei den Studioalben von 2raumwohnung als Komponist und Musiker beteiligt.
Für Klaus Lemke schrieb und produzierte Kowalski seit 2009 bis zu dessen Tod die Filmmusiken zu insgesamt elf Spielfilmen. Die erste Zusammenarbeit mit Lemke, Dancing With Devils, gewann 2009 den Norddeutschen Filmpreis. Der zweite gemeinsame Film, Schmutziger Süden, erschien 2010. Der folgende Film, 3 Kreuze für einen Bestseller, hatte 2011 Premieren-Vorstellungen auf den Hofer Filmtagen in Deutschland und auf dem Viennale Filmfestival in Österreich. Der Film Berlin für Helden kam im Frühling 2012 ins Kino. Es folgte 2013 Kein großes Ding, der ebenfalls bei der Viennale als Premiere gezeigt wurde. Die beiden Filme Unterwäschelügen (2016) und Making Judith (2017) wurden auf dem Filmfest München vorgestellt. In beiden Filmen sind neben Kowalskis Originalmusik auch Werke des deutschen Musikproduzenten DJ Hell zu hören. Es folgten die letzten gemeinsamen Filme Bad Girl Avenue (2018), Neue Götter in der Maxvorstadt (2018), Ein Callgirl für Geister (2020) und Berlin Izza Bitch (2021).
Für den italienischen Sänger Vesto Caino drehte Kowalski 2011 das Musikvideo zu (Ma Che) Dolce Vita (Sony Columbia/Warner Publ.), eine Hommage an den Filmklassiker Das große Fressen von Marco Ferreri (1973). Für die Theaterregisseurin Angela Richter produzierte Kowalski die Musik zu ihrem Bühnenstück Assassinate Assange, das von Julian Assange, dem Gründer des Enthüllungsportals Wikileaks, handelt. Die Premieren waren im September 2012 auf Kampnagel Hamburg und im Oktober 2012 am Brut Theater in Wien.
2012 erschien das Soloalbum Kill Your Babies – Filmscore for an Unknown Picture (Buback Tonträger/EMI Publ.). Das Album  erhielt Aufmerksamkeit im Feuilleton.
An dem Theaterstück Brain and Beauty von Angela Richter, das im April 2014 im Schauspiel Köln uraufgeführt wurde, wirkte Kowalski als Komponist und Darsteller mit.
2015 arbeitete Kowalski erstmals mit Stefan Bachmann zusammen und komponierte für dessen Inszenierung von Parzival die Bühnenmusik. Dann arbeitete Kowalski erneut mit Angela Richter für deren Theaterstück Supernerds zusammen.
Kowalskis drittes Solo-Album mit dem Titel I Love You erschien am 18. September 2015 auf dem Label MPS. Es umfasst fünfzehn Stücke; bei drei Titeln haben Maxim Biller und Klaus Lemke als Gast-Komponisten mitgewirkt. Die Liner Notes verfasste Schriftstellerin Helene Hegemann. Über das in Los Angeles und in Deutschland aufgenommene Album schrieb u. a. Jan Kedves in der Süddeutschen Zeitung: „Kowalski könnte die Funktion übernehmen, die bislang Chilly Gonzales mit seinen ‚Solo Piano‘-Alben seit zehn Jahren erfüllt hat: Musik für Angelegenheiten zu liefern, wo es hip, aber auch ein bisschen gediegen zugehen soll. Elegische Klavierkompositionen. Reizend luftige Liebeslieder.“ Über ein Privatkonzert beim Berliner Galeristen Johann König schrieb Andreas Rosenfelder in der Welt am Sonntag: „In die Tasten versenkt, lässt er etwas Warmes, Langsames, Verzaubertes aus dem Instrument emporsteigen, das klingt, als säße Erik Satie im düsteren Los Angeles von ,Blade Runner‘ und spielte verträumte Etüden.“
Im Februar 2016 veröffentlichte das Musikmagazin Spex ein streitbares Plädoyer von Kowalski für Musikstreamingdienste wie Spotify, in dem er sich für die Position des Musikliebhabers starkmacht.
Im März 2017 wurde die Inszenierung von Wir wollen Plankton sein am Schauspiel Köln uraufgeführt. Kowalski arbeitete hierfür erstmals mit Melanie Kretschmann als Regisseurin und dem Dramaturgen Carl Hegemann zusammen. Das Stück stammt von Julian Pörksen. Im Oktober 2017 wurde die Faust I-Inszenierung von Stephan Kimmig am Staatstheater Stuttgart uraufgeführt: eine Paarung von Goethes Originaltext mit Elfriede Jelineks Sekundärdrama „FaustIn and out“, deren Bühnenmusik ebenfalls von Kowalski stammt.
Im April 2018 erschien auf dem Label MPS ein weiteres Soloalbum von Malakoff Kowalski mit dem Titel My First Piano. Das Video zu dem Klavieralbum stammt von der Künstlerin Nina Pohl. Es wurde im Berliner Ausstellungsraum des Schinkel Pavillons gedreht und vom Monopol Magazin als Premiere gezeigt.
Es folgten mit dem Album My First Piano Solokonzerte u. a. in der Hamburger Elbphilharmonie, am Staatstheater Stuttgart und an der Volksbühne Berlin.
Weiterhin trat Malakoff Kowalski 2018 im Berliner Ensemble und in der Elbphilharmonie Hamburg mit dem Schriftsteller Ferdinand von Schirach auf. Darüber hinaus wirkte Kowalski ab 2019 gelegentlich als Gast bei Konzerten des Pianisten Chilly Gonzales mit.
Im Februar 2020 erschien das Klavieralbum Onomatopoetika. Aufgenommen und gemischt wurde das Album von Nils Frahm. In der TAZ schrieb Carolin Pirich über das Album: „Ein Dichter am Klavier. Kowalski schichtet Harmonien, zersetzt sie und setzt sie neu zusammen. Friedlich, aber unter der Oberfläche aufgewühlt. Wenn man einen musikalischen Bezug nennen wollte: vielleicht erinnert das an den russischen Komponisten Alexander Skrjabin.“ Für das Titelstück „Onomatopoetika“ erschien im Februar 2020 ein Stop-Motion-Musikvideo des Künstlers Paul Arne Meyer.
Das „Festival der Liebe“, ein Kunstprojekt des Fernsehsenders Tele 5, dessen Filmmusik von Malakoff Kowalski stammt, wurde in der Kategorie „Unterhaltung“ für den 56. Grimme-Preis 2020 nominiert. In der Zeit veröffentlichte Kowalski als Autor 2020 einen Text über das Klavieralbum „Schumann Kaleidoskop“ (ACT) der Jazz-Pianistin Johanna Summer, in dem er sich einerseits für die improvisierten Einspielungen Summers begeisterte, als Gegenbeispiel andererseits das ebenfalls improvisierte Köln Concert von Keith Jarrett als „klebrigen Kitsch“ bezeichnete. Der Text wurde aufgrund seiner starken Subjektivität im Online-Forum der Zeit und auch vom Musikkritiker Michael Rüsenberg in einer Replik teils heftig attackiert.
Das eigens von Kowalski für den Pianisten Igor Levit komponierte Stück „August Rosenbrunnen“ wurde von diesem bei den Salzburger Festspielen im August 2020 als Zugabe im Rahmen eines Beethoven-Rezitals uraufgeführt und im September 2020 nochmals beim Musikfest der Berliner Festspiele in der Philharmonie gespielt.
2022 wurde auf der Berlinale die Premiere des Spielfilms Schweigend steht der Wald von Saralisa Volm gezeigt, für den Kowalski die Filmmusik komponierte. Ebenfalls 2022 erschien der Spielfilm Stasikomödie von Leander Haußmann, für den Kowalski als Filmkomponist verantwortlich zeichnet.
Weiterhin erschien im April 2022 das Soloalbum „Piano Aphorisms“; eine Sonate in vier Sätzen (sie schließt eine Trilogie der Klavieralben Kowalskis ab). Das Album wurde 2023 für den Musikpreis Opus Klassik in der Kategorie „Klassik ohne Grenzen“ nominiert.
Seit Herbst 2022 ist Kowalski Mitglied der Deutschen Filmakademie. Seit Dezember 2022 ist Kowalski regelmäßig im Rundfunksender Radio Eins vom RBB in der Reihe „Die Sendung“ zu hören: ein wöchentliches, zweistündiges Format, in dem prominente Musiker ohne Vorgaben ihre eigenen Sendungen moderieren und auch für die Musikauswahl verantwortlich zeichnen. Seit 2023 bekleidet Kowalski an der Hochschule für Musik und Theater „Felix Mendelssohn Bartholdy“ Leipzig eine Mentorenschaft im Bereich „Jazz/Pop, Piano“.
Im Mai 2023 wirkte Malakoff Kowalski bei einer weiteren Theaterinszenierung von Angela Richter mit. Das Stück mit dem Titel „Tod-Krank.doc“ stammt von Elfriede Jelinek. Sie schrieb es ursprünglich für Christoph Schlingensief, nachdem dieser an Krebs erkrankt war. Die Kürzungen und Änderungen der Textfassung von Richter wurden durch den Chatbot „ChatGPT“, einer Künstlichen Intelligenz, vorgenommen. Die Premiere wurde am 10. Mai 2023 in Wien am Werk X aufgeführt.
Im März 2024 erschien in der ARD die Fernsehserie Sexuell verfügbar mit Laura Tonke und Merlin Sandmeyer in den Hauptrollen,  geschrieben von Caroline Rosales und Timon Karl Kaleyta; inszeniert von Ulrike Kofler. Für seine Filmmusik der fünfteiligen Serie arbeitete Kowalski mit Lai Raw und Philipp Grütering zusammen. Rebecca Spilker befand in der TAZ: „Die Musik ist so gut und (...) unpeinlich, dass es eine Freude ist.“ In der Süddeutschen Zeitung schrieb Nele Pollatschek: „Ästhetisch – wenn man von der letzten deutlich schwächeren Folge absieht – ein Glanzstück. Dialoge, Humor, Schnitt, Schauspiel, Kamera, Musik – die Serie gehört rein handwerklich zum Besten, was das deutsche Fernsehen so hervorbringt.“
Im August 2024 folgte die Veröffentlichung des Singer-Songwriter-Albums Studio von Maxim Biller; produziert, arrangiert und eingespielt von Malakoff Kowalski. Als Gäste sind u. a. Inga Humpe und Vicky Krieps auf dem Album vertreten. In der Frankfurter Allgemeinen Zeitung schreibt der Kritiker Edo Reents: „Das ist alles geschmackvoll arrangiert, produziert, instrumentiert und interpretiert. Hatte Biller sein Debüt Tapes (2004) sparsam angelegt, so präsentiert er sein neues, wieder komplett selbst geschriebenes Material in üppigerem Gewand. Hier spielt Kowalski alles: Gitarre, Bass, Schlagzeug, Klarinette, das gute alte Fender Rhodes Piano, Orgel, Mellotron, Vibraphon und Mundharmonika. Auch deswegen wirkt die Platte wie aus einem Guss. Klingen tut sie vorzüglich, dynamisch-wuchtig und so transparent, dass man jedes der nun doch beachtlich vielen Instrumente genau hört. Gelegentlicher Damenbesuch macht zusätzlich Freude: Inga Humpe und Vicky Krieps tun da jeweils einmal mit.“
Kowalskis Album Songs With Words ist am 21. März 2025 bei Sony Classical erschienen. Er selbst singt Gedichte von Allen Ginsberg. Das Repertoire des Albums besteht aus Kombinationen vorgetragener Allen-Ginsberg-Gedichte mit Klavierminiaturen von Frédéric Chopin, Robert Schumann, Aram Chatschaturjan, Maurice Ravel, Edvard Grieg, Amy Beach, Germaine Tailleferre, Claude Debussy und Gabriel Fauré. Als Pianisten sind Igor Levit, Chilly Gonzales und Johanna Summer tätig. Im Januar 2025 wurde als Single daraus When I Died, Love veröffentlicht, ursprünglich 1948 erschienen unter Ginsbergs Titel A Western Ballad, kombiniert mit dem Prélude in e-Moll op. 28/4 von Frédéric Chopin (in einer Interpretation von Igor Levitt).

## Diskografie

### Alben
- 2009: Neue Deutsche Reiselieder (Das Kowalski Komitee – EMI Music Publ.)[93]
- 2012: Kill Your Babies – Filmscore For an Unknown Picture (Buback Tonträger – EMI Music Publ.)[94]
- 2015: I Love You (MPS – Universal Music Publ.)[95]
- 2018: My First Piano (MPS – Universal Music Publ.)[96]
- 2020: Onomatopoetika (MPS – Universal Music Publ.)[97]
- 2022: Piano Aphorisms (MPS – Universal Music Publ.)[98]
- 2022: Leander Haußmanns Stasikomödie – Original Motion Picture Soundtrack (Königskinder Music – Universal Music Publ.)[99]
- 2024: Sexuell verfügbar – Original Soundtrack (It Sounds – Majestic)[100]
- 2025: Songs With Words feat. Igor Levit, Johanna Summer & Chilly Gonzales (Sony Classical)[101][102]

## Filmmusik
- 2011: 3 Kreuze für einen Bestseller
- 2012: Klappe Cowboy!
- 2012: Berlin für Helden
- 2013: Kein großes Ding
- 2015: Unterwäschelügen
- 2017: Making Judith!
- 2018: Bad Girl Avenue
- 2019: Neue Götter in der Maxvorstadt
- 2020: Ein Callgirl für die Geister
- 2021: Berlin Izza Bitch!
- 2022: Schweigend steht der Wald
- 2022: Stasikomödie
- 2024: Sexuell verfügbar